# Heliodor (historiador)
Heliodor (grec antic: Ἡλιόδωρος, llatí: Heliodoros) fou un historiador grec d'Atenes, de renom Περιηγήτης (Periegeta), que va escriure una descripció de les obres d'art que hi havia a l'Acròpoli d'Atenes que és esmentada sota diversos títols: Περὶ ἀκροπόλεως, Περὶ τῶν Ἀθήνῃσι τριπόδων, Ἀναθήματα, i de Atheninsium Anathematis.
Aquesta obra va ser que una de les fonts de Plini el Vell que va utilitzar per parlar dels artistes grecs. Va viure segurament en temps d'Antíoc IV Epifanes (174 aC a 163 aC), segons diu Ateneu de Nàucratis. Plutarc diu que també va escriure Περὶ μνημάτων, però potser es referia a un Diodor, i no pas Heliodor.